# 无逸堂
无逸堂，位于中华人民共和国浙江省金华市兰溪市游埠镇潦溪村，是一处兰溪市文物保护单位。
无逸堂建于清中期，座北朝南，三进三开间，面积605平方米。
2005年11月3日，无逸堂公布为第五批兰溪市文物保护单位，编号5-41。